# Förslöv
Förslöv – miejscowość (tätort) w Szwecji, w regionie administracyjnym (län) Skania, w gminie Båstad.
Według danych Szwedzkiego Urzędu Statystycznego liczba ludności wyniosła: 2386 (31 grudnia 2015), 2396 (31 grudnia 2018) i 2404 (31 grudnia 2019).